# テオドール・マータム
テオドール・マータム（Theodor Matham、1605年か1606年生まれ、1676年3月26日没）は、オランダの画家、版画家である。名前は Theodoor やDirck、Theodorusとされることがある。

## 略歴
ハールレムで有名な版画家、ヤーコプ・マータム（Jacob Matham: 1571-1631）の息子に生まれた。兄に画家、版画家になるアドリアーン・マータム（Adriaen Matham:c.1599-1600）とヤン・マータム（Jan Matham: 1600-1648）がいる。
父親から版画を学んだ。1621年から1625年の間、ハールレムで活動した後、パリに移り、収集家のミシェル・ド・マロレス（Michel de Marolles: 1600-1681）が出版した復刻版画集「Tableaux du temple des muses tirez du cabinet de feu Mr Favereau」のための版画復刻の仕事をした。 1629年からローマに移り、1633年からはローマの銀行家で美術収集家のヴィンチェンツォ・ジュスティニアーニ（Vincenzo Giustiniani: 1564–1637）が収集した美術作品を版画にする仕事をした。この仕事は画家のヨアヒム・フォン・ザンドラルト（1606-1688）が指揮し、コルネリス・ブルーマールト（c.1603-1692）やレイニール・ファン・ペルセイン（Reinier van Persijn: 1615-1668）といった版画家が参加していた。
1637年にハールレムに戻り、ハールレムで多くの版画を制作した。1641年7月にアムステルダムで結婚した。その後1644年からデンハーグ、1652年からアムステルダム、1656年から再びハーグで活動し1656年に結成された「Confrérie Pictura（絵の兄弟信心会）」の創立メンバーになった。1962年にアムステルダムに移りそこで亡くなった。

## 作品

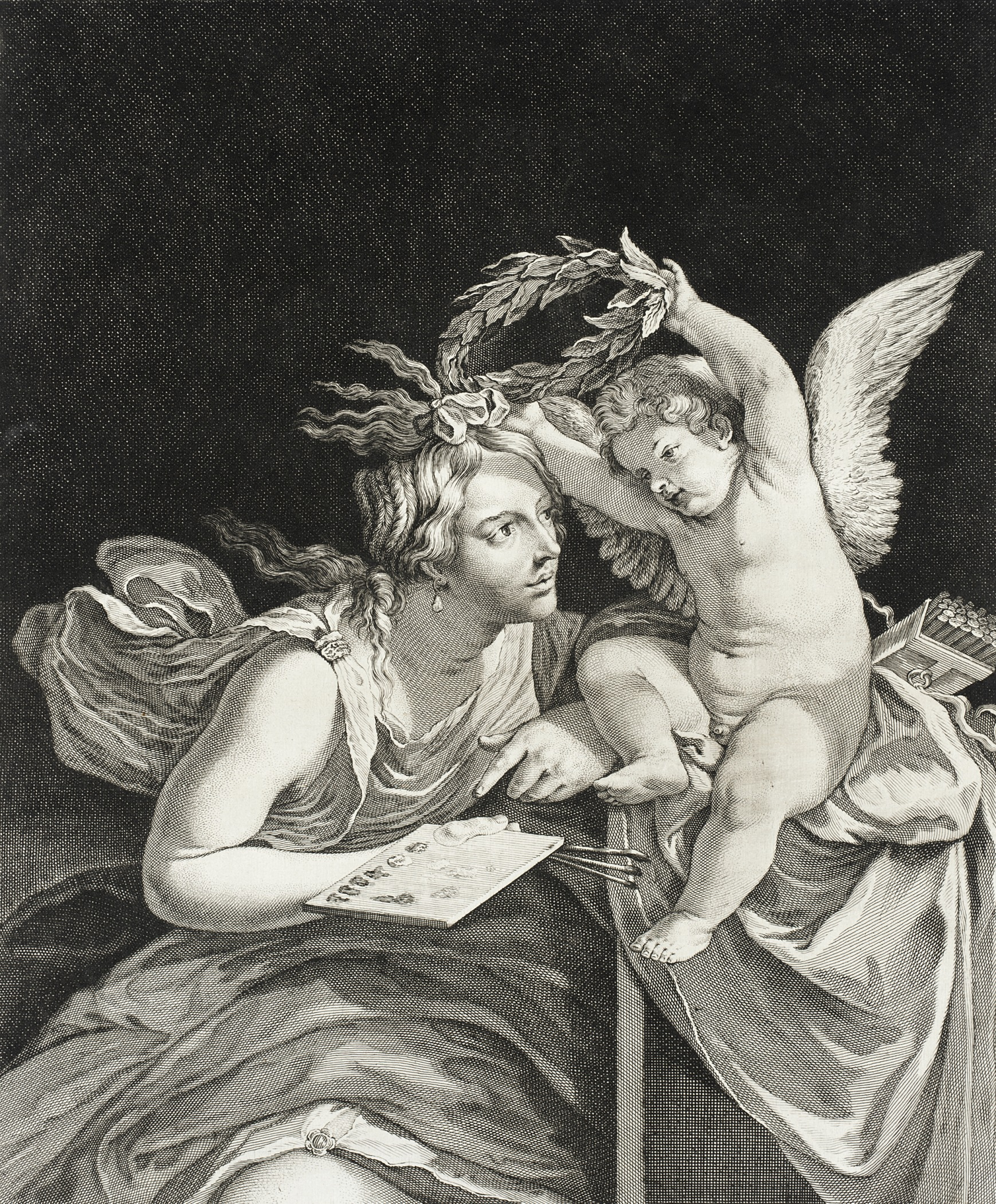
絵画の寓意画
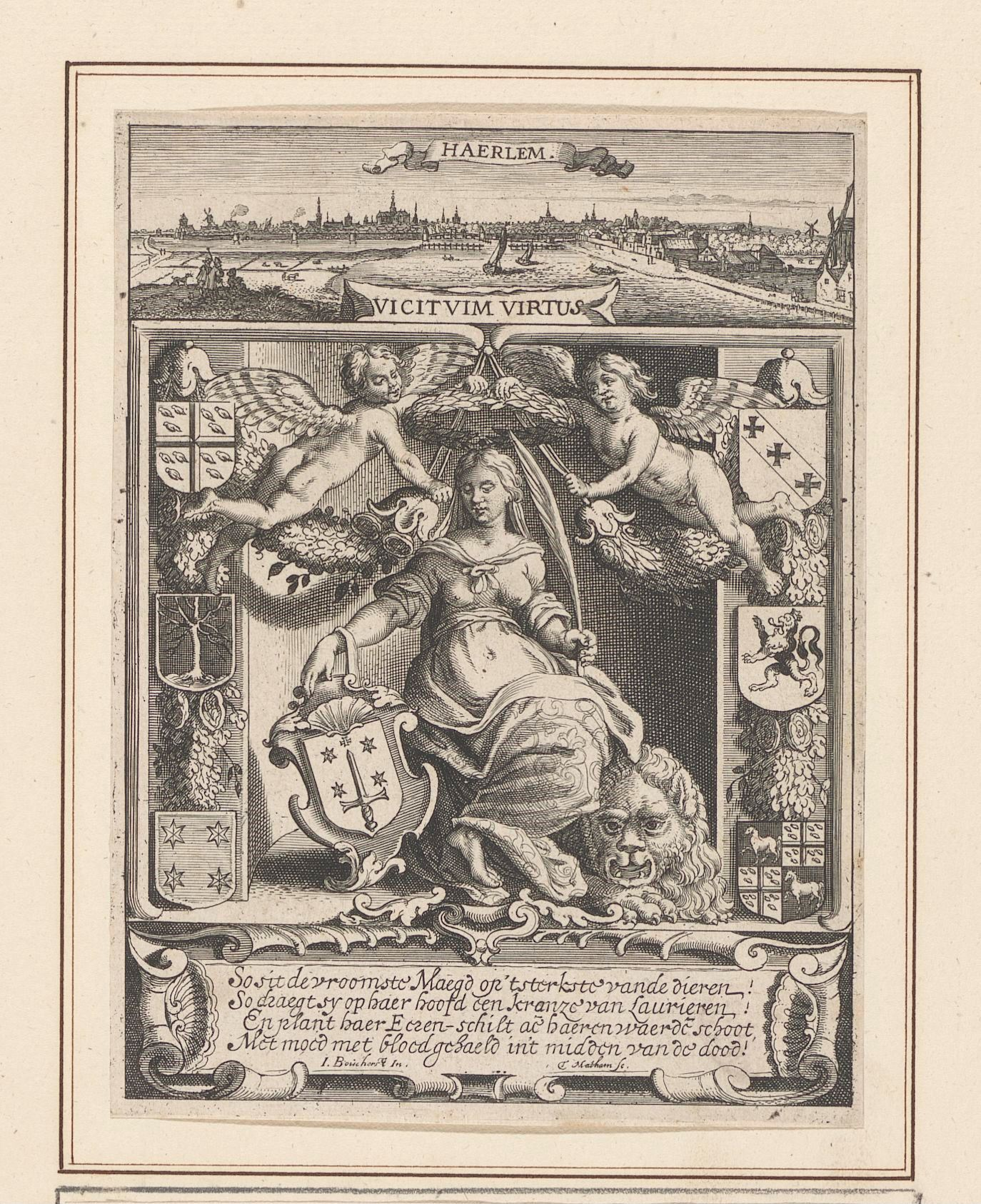
書籍表紙絵
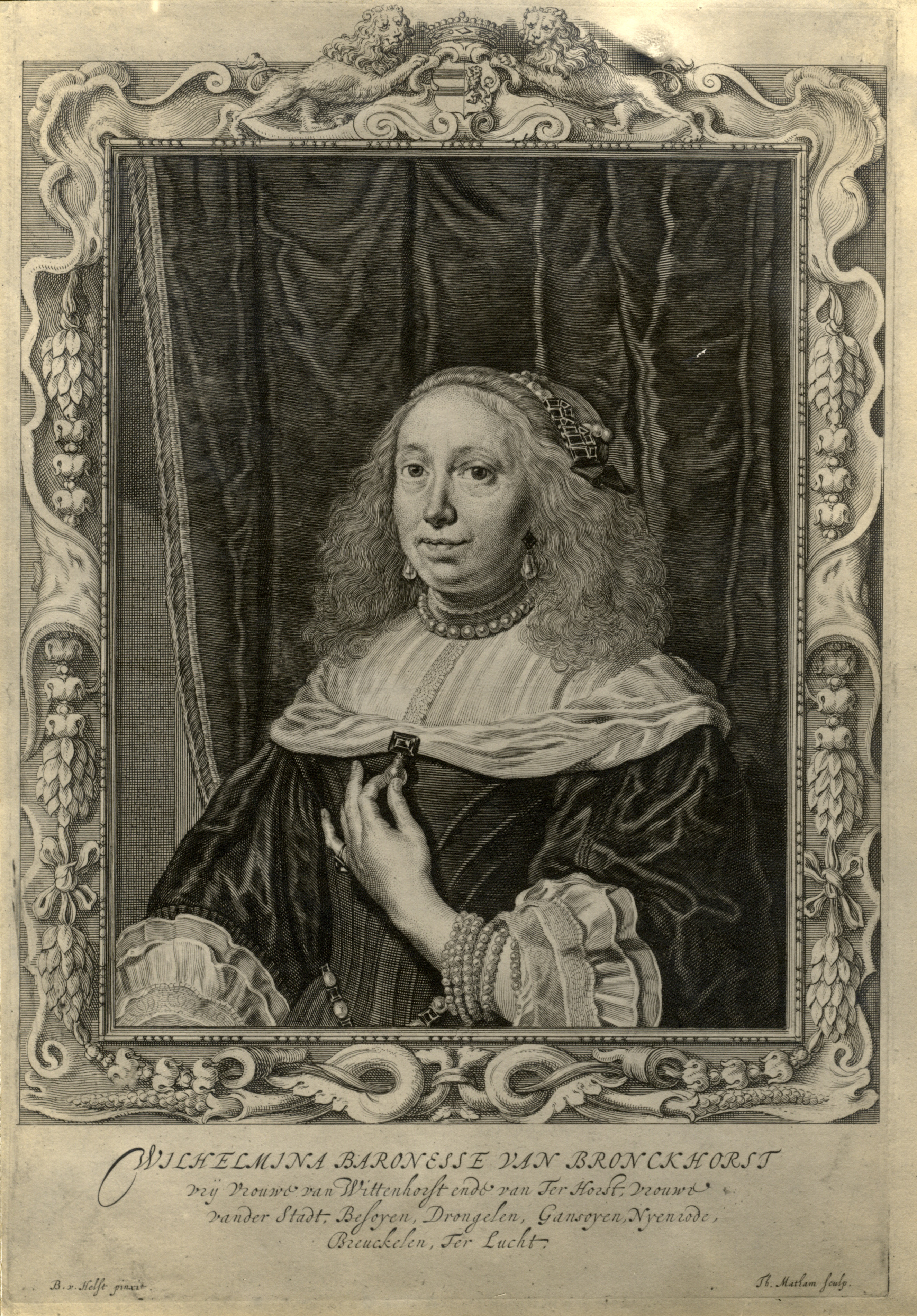
肖像画、原画バルトロメウス・ファン・デル・ヘルスト
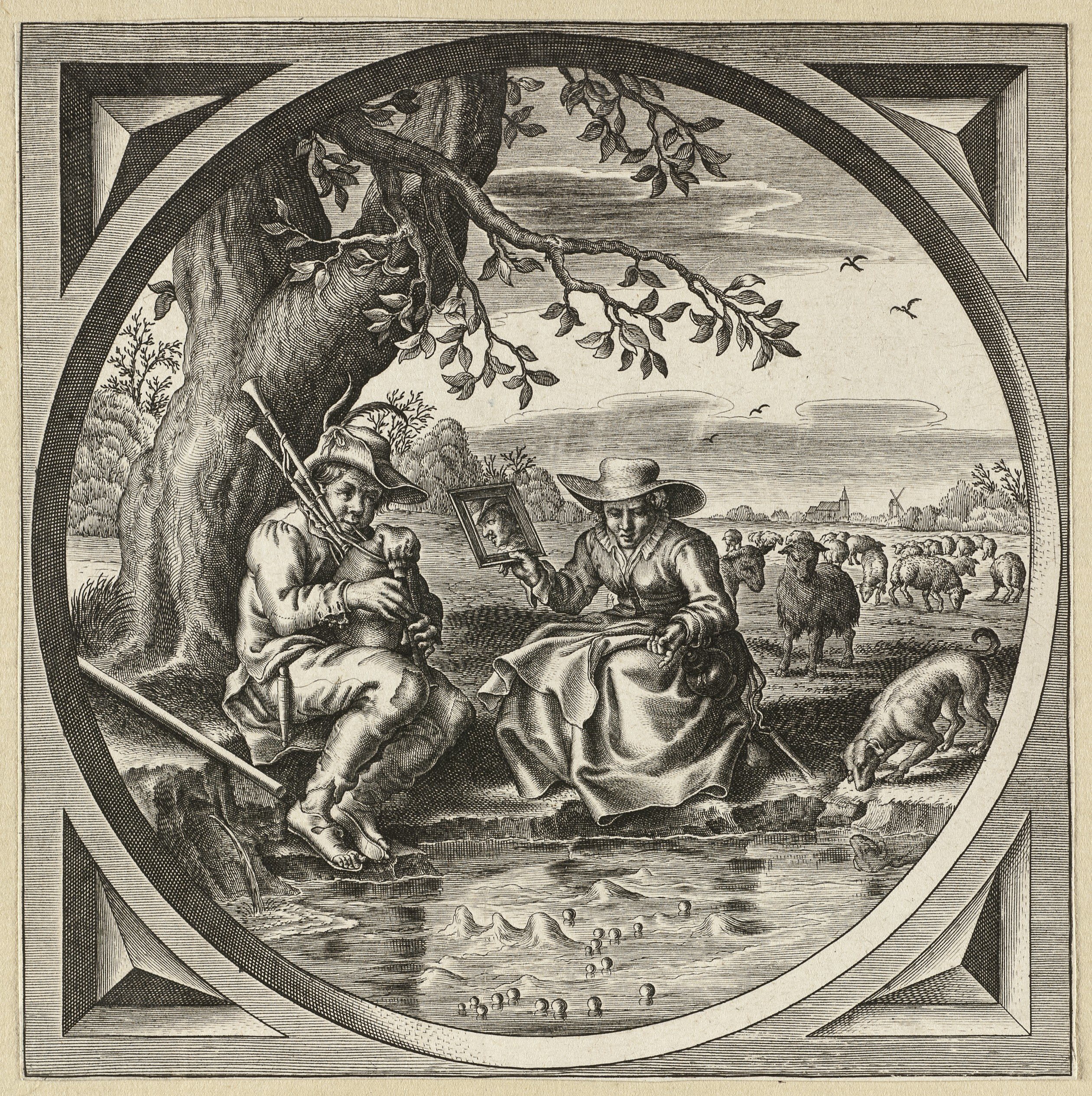